# Jekatierina Iszowa
Jekatierina Iszowa z domu Gorbunowa (ros. Екатерина Ишова (Горбунова); ur. 17 stycznia 1989) – rosyjska lekkoatletka specjalizująca się w biegach średnich oraz długich.
W biegu na 1500 metrów zajęła dziesiątą lokatę na mistrzostwach Europy juniorów w 2007 roku. Podczas mistrzostw świata juniorów w Bydgoszczy (2008) była siódma w biegu na 3000 metrów oraz ósma na dystansie 1500 metrów. Na młodzieżowych mistrzostwach Europy startowała w biegu na 5000 metrów zajmując w 2009 szóstą lokatę, a dwa lata później w Ostrawie zdobywając srebrny medal. W 2011 zdobyła brązowy medal uniwersjady w biegu na 1500 metrów.
Uczestniczka mistrzostw świata w biegach przełajowych (Fukuoka 2006) oraz mistrzostw Europy w biegach przełajowych (San Giorgio su Legnano 2006, Toro 2007, Bruksela 2008 oraz Albufeira 2010). W ciągu swojej kariery zdobyła drużynowe wicemistrzostwo Europy juniorek w biegu przełajowym w 2006 roku oraz kilka medali w drużynie.
Pod koniec 2013 została zdyskwalifikowana na 2 lata za stosowanie niedozwolonego dopingu (do 22 października 2015).

## Rekordy życiowe
- bieg na 1500 metrów – 3:59,89 (13 czerwca 2012, Moskwa)
- bieg na 3000 metrów (stadion) – 9:15,59 (12 lipca 2008, Bydgoszcz)
- bieg na 3000 metrów (hala) – 9:14,45 (14 lutego 2010, Moskwa)
- bieg na 5000 metrów – 15:19,94 (24 czerwca 2011, Jerino)